# Albuca weberlingiorum
Albuca weberlingiorum är en sparrisväxtart som beskrevs av U.Müll.-doblies. Albuca weberlingiorum ingår i släktet Albuca och familjen sparrisväxter. Inga underarter finns listade i Catalogue of Life.